# پالم اسپرینگز (فلوریدا)
پالم‌اسپرینگز یک روستا در شهرستان پالم بیچ (فلوریدا) در ایالات متحده است که حدود ۶۱ مایل (۹۸ کیلومتر) شمال میامی واقع شده است. نام این روستا احتمالاً از شهر گردشگری پالم‌اسپرینگز (کالیفرنیا) گرفته شده است. پالم‌اسپرینگز در بخش مرکزی-شرقی شهرستان واقع شده و در شمال آتلانتیس, شرق گرین‌ایکرز, غرب لیک کلارک شورز، فلوریدا و لیک ورث، فلوریدا، و جنوب‌غربی وست پالم بیچ (فلوریدا) قرار دارد. در سرشماری ۲۰۱۰ ایالات متحده آمریکا جمعیت روستا ۱۸٬۹۲۸ نفر اعلام شد که این رقم در سرشماری ۲۰۲۰ ایالات متحده آمریکا به ۲۶٬۸۹۰ نفر افزایش یافت. پالم‌اسپرینگز همچنین بخشی از منطقه کلان‌شهری میامی در فلوریدای جنوبی به‌شمار می‌رود که تا سال ۲۰۲۰ جمعیتی در حدود ۶٬۱۳۸٬۳۳۳ نفر داشته است.
ویلیام اِی. بوتول در سال ۱۹۲۷ مزرعه‌ای لبنیاتی در زمینی به وسعت ۵ جریب فرنگی (۲٫۰ هکتار) در محل کنونی پالم‌اسپرینگز راه‌اندازی کرد که تا پیش از بازنشستگی‌اش در سال ۱۹۵۶ به حدود ۷۰۰ جریب فرنگی (۲۸۰ هکتار) گسترش یافت. یک سال بعد، مجلس قانون‌گذاری فلوریدا منشوری را تصویب کرد که در تاریخ ۳۱ مه ۱۹۵۷ به تأسیس رسمی روستای پالم‌اسپرینگز به‌عنوان سی‌امین شهرداری شهرستان پام بیچ انجامید. در زمان تأسیس، این منطقه فقط شامل زمین‌های کشاورزی، یک طویلهٔ لبنیات، و بدون هیچ سکنهٔ دائمی بود. در مدت دو سال، حدود ۸۰۰ خانه ساخته شد و بین سال‌های ۱۹۵۹ تا ۱۹۷۰ چهار مدرسه در داخل یا نزدیکی پالم‌اسپرینگز تأسیس گردید. نخستین تالار روستا در سال ۱۹۶۰ ساخته شد.
از سال ۱۹۹۸، پالم‌اسپرینگز با روند الحاق اراضی گسترش یافته است و طی چند دهه، مساحت و جمعیت آن بیش از دو برابر شده است. همچنین در همین دوره، دولت محلی برنامه‌ریزی برای ساخت یک مجموعهٔ جدید شهرداری را آغاز کرد که در میانهٔ دههٔ ۲۰۰۰ افتتاح شد. تا سال ۲۰۱۰، پالم‌اسپرینگز نخستین شهرداری در شهرستان پام بیچ بود که بیشتر جمعیت آن را آمریکایی‌های هیسپانیک و لاتین تشکیل می‌دادند. این روستا همچنین محل مرکز خدمات آموزشی فولتون-هالند است که مقر منطقه آموزشی شهرستان پام بیچ به‌شمار می‌رود.
این روستا طبق سرشماری سال ۲۰۱۰ میلادی، ۱۸٬۹۲۸ نفر جمعیت داشته و مساحت آن نیز ۴٫۳ کیلومتر مربع است.